# Rhytistylus proceps
Rhytistylus proceps är en insektsart som beskrevs av Carl Ludwig Kirschbaum 1868. Rhytistylus proceps ingår i släktet Rhytistylus och familjen dvärgstritar. Arten är reproducerande i Sverige. Utöver nominatformen finns också underarten R. p. lavicus.